# عقرب سوطي فانورتي
عقرب سوطي فانورتي (الاسم العلمي: Thelyphonus vanoorti) هي نوع من العنكبوتيات يتبع جنس العقرب السوطي من الفصيلة العقارب السوطية.